# Dodona dipoea
Dodona dipoea is een vlindersoort uit de familie van de prachtvlinders (Riodinidae), onderfamilie Nemeobiinae.
Dodona dipoea werd in 1866 beschreven door Hewitson.